# ディクソン Jr 太力
ディクソン Jr 太力（ディクソン ジュニア タリキ、1998年〈平成10年〉9月8日 - ）は、日本のプロバスケットボール選手。愛知県名古屋市出身。ポジションはポイントガード。B.LEAGUE・横浜エクセレンス所属。登録名は、ディクソンJR タリキ（読み同じ）。

## 来歴
日本とウガンダのハーフ。中部大学第一高等学校、日本体育大学を経て、長崎ヴェルカのトライアウトに合格。2021-22シーズンから初年度メンバーとして所属している。
2022-23シーズンは開幕から一ヶ月経たずプレー中の接触で骨折し、その治療の過程で半月板損傷も見つかりIL入り。シーズン終了までリハビリを行いながら試合レポートを作成し前田HCらに提出するなど、治療しながらも精力的に活動した。
選手契約満了後、2023-24シーズンはユーススクールアドバイザーとして契約を継続するが、2023年11月8日に熊本ヴォルターズへ移籍した。12月7日に契約を解除。8日、長崎に選手として復帰したがオフに契約満了となる。
2024-25シーズンからは仙台89ERSに移籍加入。
2025-26シーズンからは横浜エクセレンスに移籍加入。

## 経歴
- 2014年 - 2017年：中部大学第一高等学校
- 2017年 - 2021年：日本体育大学
- 2021年 - 2023年：長崎ヴェルカ
- 2023年11月 - 12月：熊本ヴォルターズ
- 2023年12月 - 2024年：長崎ヴェルカ
- 2024年 - 2025年：仙台89ERS
- 2024年 -：横浜エクセレンス

## 個人成績
| シーズン   | チーム | GP | GS | MPG   | FG%  | 3P%  | FT%  | RPG | APG | SPG | BPG | TO  | PPG |
| ---------- | ------ | -- | -- | ----- | ---- | ---- | ---- | --- | --- | --- | --- | --- | --- |
| B3 2021-22 | 長崎   | 41 | 9  | 15.6  | .423 | .364 | .649 | 1.8 | 2.1 | 1.3 | 0   | 1.3 | 7.7 |
| B2 2022-23 | 長崎   | 9  | 2  | 09:58 | .387 | .389 | .800 | 0.9 | 1.0 | 0.6 | 0.1 | 1.1 | 4.3 |
| B2 2023-24 | 熊本   | 8  | 6  | 17:32 | .306 | .000 | .667 | 1.8 | 1.0 | 1.3 | 0.1 | 0.5 | 3.3 |
| B1 2023-24 | 長崎   | 23 | 5  | 07:40 | .265 | .200 | .000 | 1   | 0.6 | 0.4 | 0   | 0.5 | 1.3 |